# 헤드비그 게브하르드

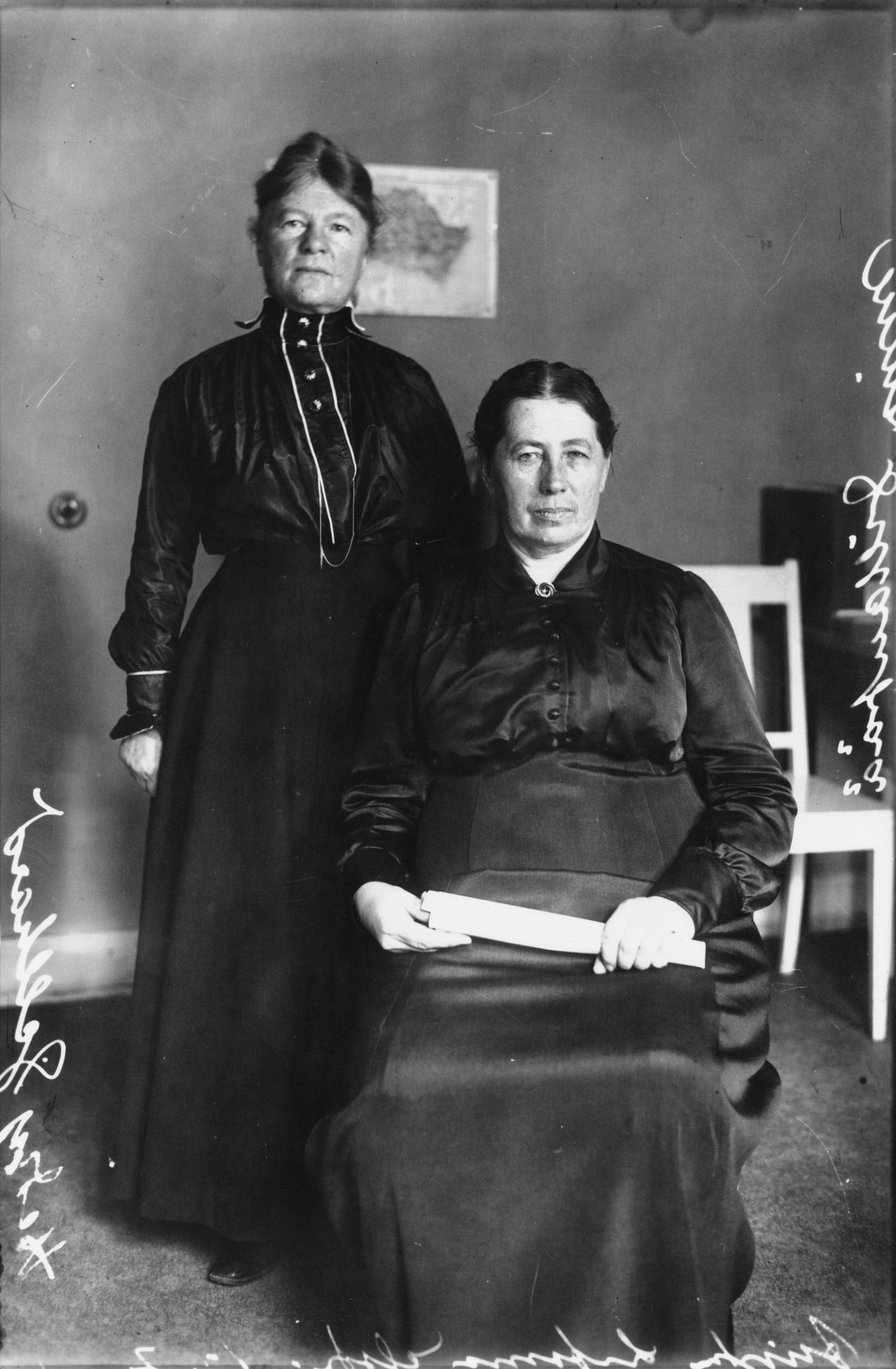
1910년경 헤드비그 게브하르드와 미나 실란패.

헤드비그 마리아 게브하르드(스웨덴어: Hedvig Maria Gebhard: 1867년 12월 14일 투르쿠-1961년 1월 13일 헬싱키)는 핀란드의 정치인이다. 1907년-1909년 핀란드당 소속으로 해메 북부 선거구 의원을, 1919년-1922년과 1924년-1929년 국민연합당 소속으로 우시마 선거구 의원을 역임했다.
상인 아우구스트 오스카르 실렌(August Oskar Silén)과 헤드비그 요세피나 팔름베리(Hedvig Josefina Palmberg)의 딸로 태어났다. 1891년 하네스 게브하르드와 결혼했고 슬하에 마이유 게브하르드를 낳았다.
1900년에서 1920년 사이 펠레르보레흐덴(1920년까지 스웨덴어, 그 이후 핀란드어 발행) 지의 기자로 일했고, 1923년에서 죽을 때까지 코틸리에시 지의 편집주간을 지냈다.